# Phorbia funiuensis
Phorbia funiuensis este o specie de muște din genul Phorbia, familia Anthomyiidae, descrisă de Ge și Li în anul 1985. Conform Catalogue of Life specia Phorbia funiuensis nu are subspecii cunoscute.